# 显庆
显庆（656年正月—661年二月）是唐高宗李治的第二個年号。唐朝使用这个年号共5年餘。
为避讳唐中宗李显的名字，因此唐朝人追称显庆年号多称明庆，又作光庆。

## 改元
- 永徽七年——正月七日，改元顯慶元年。[3][4][5]
- 顯慶六年——二月三十日，改元龍朔元年。[6][7][8]

## 出生
- 唐朝皇帝——唐中宗

## 纪年
| 显庆 | 元年  | 二年  | 三年  | 四年  | 五年  | 六年  |
| ---- | ----- | ----- | ----- | ----- | ----- | ----- |
| 公元 | 656年 | 657年 | 658年 | 659年 | 660年 | 661年 |
| 干支 | 丙辰  | 丁巳  | 戊午  | 己未  | 庚申  | 辛酉  |

## 參看
- 中國年號索引

## 引用
1. ↑  李崇智，《中國歷代年號考》，第98頁。
2. ↑  李兆洛《紀元編》：「顯慶〈一作明慶，一作光慶　丙辰，六〉」
3. ↑  劉昫.  . 维基文库.「〔永徽〕七年春正月辛未，廢皇太子忠為梁王，立代王弘為皇太子。壬申，大赦，改元為顯慶。」
4. ↑  歐陽脩.  . 维基文库.「顯慶元年正月辛未，廢皇太子為梁王，立代王弘為皇太子。壬申，大赦，改元，」
5. ↑  司馬光.  . 维基文库.「顯慶元年春正月……壬申，赦天下，改元。」
6. ↑  劉昫.  . 维基文库.「〔顯慶六年〕二月乙未，以益、綿等州皆言龍見，改元。曲赦洛州。龍朔元年三月丙申朔，改元。」
7. ↑  歐陽脩.  . 维基文库.「龍朔元年……二月乙未，改元，赦洛州。」
8. ↑  司馬光.  . 维基文库.「龍朔元年……二月，乙未晦，改元。」